# Dermestes laniarius
Dermestes laniarius es una especie de escarabajo de piel del género Dermestes, tribu Dermestini, subfamilia Dermestinae. Fue descrita por Illiger en 1801.

## Descripción
Mide 6,5-8 mm de longitud. El cuerpo está cubierto de pelos de color gris y blanco.

## Distribución y hábitat
Se distribuye por Eslovenia, Eslovaquia, Kazajistán, Dinamarca, Lituania, Portugal, Bulgaria, Bielorrusia, Kosovo, Liechtenstein, Montenegro y Arabia Saudita. Habita en lugares donde abunda la arena y su dieta se compone de carroña.